# Загаритис, Василиос
Васи́лиос Загари́тис (др.-греч. Βασίλειος Ζαγαρίτης; род. 4 мая 2001, Фивы) — греческий футболист, защитник нидерландского клуба «Херенвен».

## Клубная карьера
Загаритис — воспитанник клубов «Панатинаикос». 1 марта 2020 года в матче против «Волоса» он дебютировал в греческой Суперлиге. В начале 2021 года Загаритис перешёл в итальянскую «Парму». Сумма трансфера составила 570 тыс. евро. 16 мая в матче против «Сассуоло» он дебютировал в итальянской Серии A. По итогам сезона клуб вылетел из элиты, но Василиос остался в команде. 29 августа в матче против «Беневенто» он дебютировал в итальянской Серии B.
7 июня 2024 года подписал двухлетний контракт с нидерландским клубом «Алмере Сити». 10 августа дебютировал в Эредивизи в матче против АЗ.